# 北日本製紙
北日本製紙株式会社（きたにっぽんせいし）は、かつて北海道に存在した製紙会社である。
1944年に旧王子製紙から分離して設立された王子航空機が前身。同社を継承し、北日本製紙産業として1947年に設立された。社名が北日本製紙となったのは1949年。1970年に、王子製紙（2代目・現王子ホールディングス）に合併されて解散した。

## 沿革

### 前史
かつての大手製紙会社富士製紙が1908年11月に新設した同社第五工場（江別工場）が、北日本製紙の起源である。江別村（後江別町、現江別市）に置かれた江別工場はこの後、富士製紙の主力工場として発展する。1933年5月、富士製紙が旧王子製紙に合併したため、王子製紙江別工場となった。

### 王子航空機時代
太平洋戦争中の1943年（昭和18年）以降、王子製紙は一部の工場で製紙設備を停止し、軍需工場に転換していた。江別工場も陸軍航空本部の要請により飛行機工場への転換が決定し、1944年（昭和19年）2月製紙事業をすべて停止、同年5月に王子製紙全額出資の王子航空機株式会社へと分離された。
軍需工場に転換した王子航空機が手がけたのは、陸軍の四式戦闘機（疾風）の製作である。資材、特にアルミニウムが不足していたことから、全金属製ではなく木造機（キ106）の製作が指示された。1944年（昭和19年）6月より製作を開始。町内に幅50 m・長さ2,000 mの滑走路も新設している。1945年（昭和20年）6月に試作第1号機が完成、テスト飛行にも成功した。その後3号機まで完成したが、同年8月の終戦により戦闘機製作は停止された。
王子航空機は終戦直後から製紙業への復帰を目指すことになる。まず王子製紙の指導の元クラフト紙の生産を計画するが、連合国軍最高司令官総司令部 (GHQ) が軍需企業の生産活動を全面的に禁止し、かつ王子製紙とその傍系会社が制限会社に指定され、王子製紙との関係が遮断されてしまう（その後王子製紙は過度経済力集中排除法が適用され1949年〈昭和24年〉に解体）。製紙業への転換を目指してGHQと折衝を続けたが許可が得られず、最終的に新会社で再出発を図ることを決定した。

### 北日本製紙時代
軍需産業から製紙業への転換のため、1947年12月、北日本製紙産業株式会社が設立された。本社を東京都中央区に、生産拠点の江別工場を江別町に置き、従業員全員を王子航空機から引き継いだ。翌1948年3月より抄紙機の運転を開始し、まず更紙（下級紙）の生産を開始した。続いて1950年2月にクラフトパルプの生産体制を整え、そして翌3月よりクラフト紙の生産を開始した。このクラフト紙生産の認可にあわせ、1949年11月、社名を北日本製紙株式会社としている。
1953年10月、北海製紙（後のホクシー、現王子ネピア）の琴似工場を分離して設立された札幌製紙株式会社を子会社とした。1960年2月には印刷用紙の上質紙部門にも進出した。しかし業容を拡大したものの経営体質が悪化していたため、王子製紙（旧王子製紙の後継会社で、元苫小牧製紙。現王子ホールディングス）に資本・経営参加を仰いだ。

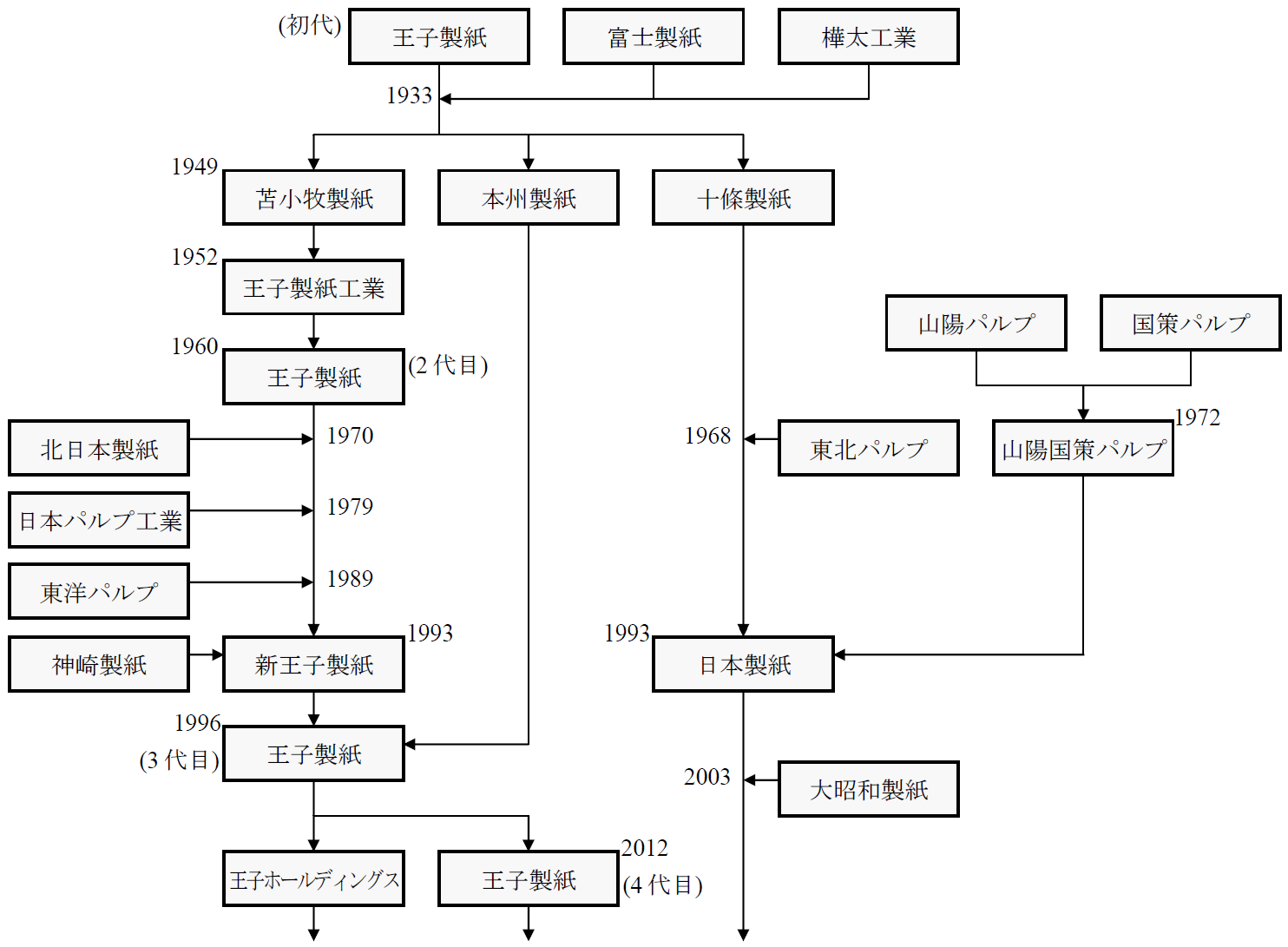
製紙各社のおおまかな合併図

王子製紙との関係は1968年11月業務提携に発展。翌1969年2月から4月にかけて、全製品を王子製紙のブランドとして販売を開始した。業務提携はさらに発展し、より一層の経営基盤強化を図るとして合併に至った。1970年9月1日付で合併が実行され、王子製紙が存続会社となったため北日本製紙は解散した。

### 年表
- 1944年5月10日 - （旧）王子製紙江別工場を軍需工場に転換するため、王子航空機として分離。
- 1944年6月 - 木製飛行機生産開始。
- 1945年8月15日 - 終戦により飛行機生産終了。
- 1947年12月15日 - 王子航空機を継承し、北日本製紙産業が発足。
- 1948年3月 - 紙の生産を再開。
- 1949年9月13日 - 東京証券取引所に株式を上場。
- 1949年11月30日 - 北日本製紙に社名変更。
- 1950年3月 - クラフト紙の生産を開始。
- 1953年10月 - 札幌製紙を子会社とする。
- 1960年2月 - 上質紙の生産を開始。
- 1960年10月 - （2代目）王子製紙が資本・経営参加。
- 1970年8月1日 - 札幌製紙の抄紙機を江別工場へ移設（4月）した上で、札幌製紙を合併。
- 1970年9月1日 - 王子製紙に合併、解散。

## 拠点
- 本社 - 東京都中央区日本橋通1丁目（現・日本橋1丁目）
- 江別工場 - 北海道江別市王子、現・王子特殊紙江別工場